# Mindaugas Ladiga
Mindaugas Ladiga (*  14. Mai 1963 in der Rajongemeinde Vilnius) ist ein litauischer  Politiker und Diplomat.

## Leben
1985 absolvierte er das Diplomstudium der Geodäsie am Vilniaus inžinerinis statybos institutas.
Von 1992 bis 1997, von 2001 bis 2005 und 2009 arbeitete er bei Valstybės saugumo departamentas.
Von 1997 bis 2001 arbeitete er am Außenministerium Litauens,
von 2005 bis 2006 Berater in der litauischen Botschaft in der Ukraine.
Von 2006 bis 2009 war er Berater des litauischen Präsidenten. 
Vom Juli 2010 bis 2012 war er Vizeminister am Innenministerium Litauens.
Er ist Mitglied von Liberalų ir centro sąjunga.
Er ist verheiratet und lebt in Trakų Vokė. Mit seiner Frau Eglė hat er eine Tochter und einen Sohn.

## Quelle
- Leben

| Personendaten    | Personendaten                      |
| ---------------- | ---------------------------------- |
| NAME             | Ladiga, Mindaugas                  |
| KURZBESCHREIBUNG | litauischer Politiker und Diplomat |
| GEBURTSDATUM     | 14. Mai 1963                       |
| GEBURTSORT       | Rajongemeinde Vilnius              |